# SSTAR
SSTAR (förkortning för "small, sealed, transportable, autonomous reactor") är en kärnreaktortyp som man forskar kring. Forskningen kring reaktorn föregår främst i USA vid Lawrence Livermore National Laboratory. Det är tänkt att det skall vara en snabb bridreaktor som använder U-238 som bränsle och har en livstid på 30 år. Effekten ligger mellan 10 och 100 MW.
Typen som producerar 100 megawatt förväntas att bli 15 meter hög och 3 meter i diameter och väga 500 ton. En 10 MW reaktor förväntas väga mindre än 200 ton.